# كأس ديفيز 2017
كأس ديفيز 2017 (بالإنجليزية: 2017 Davis Cup)‏ هو موسم من كأس ديفيز. أقيم خلال الفترة 3 فبراير 2017 حتى 28 نوفمبر 2017، وفاز فيه منتخب فرنسا لكأس ديفيز.